# Melanoseris
Melanoseris es un género de plantas herbáceas perteneciente a la familia de las asteráceas. Es originario de las regiones templadas de Asia.  Comprende ocho especies descritas y de estas, seis en disputa.

## Taxonomía
El género fue descrito por Decne. in Jacq.  y publicado en Voyage dans l'Inde 4 Bot.: 101. 1843.

## Especies
- Melanoseris bracteata Hook.f. & Thomson ex Hook.f.
- Melanoseris cyanea Edgew.
- Melanoseris hastata Edgew.
- Melanoseris lessertiana Decne.
- Melanoseris paniculata Edgew.
- Melanoseris rapunculoides Edgew.